# Епархия Колумбуса
Епархия Колумбуса (лат. Dioecesis Columbensis) — епархия Римско-Католической церкви с центром в городе Колумбус, США. Епархия Колумбуса входит в митрополию Цинциннати. Кафедральным собором епархии Колумбуса является собор святого Иосифа.

## История
3 марта 1868 года Святой Престол учредил епархию Колумбуса, выделив её из архиепархии Цинциннати.
21 октября 1944 года епархия Колумбуса передала часть своей территории новой епархии Стьюбенвилла.

## Ординарии епархии
- епископ Sylvester Horton Rosecrans (3.03.1868 — 21.10.1878);
- епископ Nicholas Aloysius Gallagher (8.10.1878 — 10.01.1882);
- епископ John Ambrose Watterson (14.03.1880 — 17.04.1899);
- епископ Генри Мёллер[англ.] (06.04.1900 — 27.04.1903) — назначен архиепископом-коадъютором, позднее архиепископом Цинциннати
- епископ James Joseph Hartley (10.12.1903 — 12.01.1944);
- епископ Michael Joseph Ready (11.11.1944 — 2.05.1957);
- епископ Clarence George Issenmann (5.12.1957 — 7.10.1964);
- епископ Джон Джозеф Карберри (20.01.1965 — 14.02.1968) — назначен архиепископом Сент-Луиса, кардинал с 28.04.1969 года;
- епископ Clarence Edward Elwell (29.05.1968 — 16.02.1973);
- епископ Edward John Herrmann (22.06.1973 — 18.09.1982);
- епископ James Anthony Griffin (8.02.1983 — 14.10.2004);
- епископ Frederick Francis Campbell (14.10.2004 — по настоящее время).

## Источник
- Annuario Pontificio, Libreria Editrice Vaticana, Città del Vaticano, 2003, ISBN 88-209-7422-3